# João Cosme Santos Guerreiro
João Cosme dos Santos Guerreiro (Funchal, 27 de Setembro de 1923 — Lisboa, 5 de Novembro de 1987) foi um matemático e professor português que leccionou na Faculdade de Ciências da Universidade de Lisboa.

## Biografia
Licenciou-se em Matemática pela Faculdade de Ciências da Universidade de Lisboa em 1954, tendo depois obtido uma bolsa do Instituto para a Alta Cultura para iniciar a investigação no Centro de Estudos Matemáticos de Lisboa, sob a supervisão de José Sebastião e Silva.
Foi assistente no Instituto Superior de Agronomia entre Março de 1957 e Outubro de 1958 tendo em seguida passado pelo Centro de Estudos Nucleares. Em 1959 entrou para a Faculdade de Ciências da Universidade de Lisboa como professor secundário onde teve oportunidade de trabalhar com dois importantes matemáticos, José Vicente Gonçalves e José Sebastião e Silva. Obteve o seu doutoramente em 1962 com uma tese intitulada Teoria directa das distribuições sobre uma variedade. Passou a professor extraordinário em 1968 e a professor catedrático em 1973, por decisão unânime em ambas as ocasiões.
Santos Guerreiro tinha uma concepção humanista da matemática profundamente enraizada na história, o que o levou a leccionar, até à sua morte, uma cadeira de História do Pensamento Matemático na Universidade de Évora.
Após o 25 de Abril foi presidente da Direcção da Sociedade Portuguesa de Matemática e o principal responsável pela sua legalização, processo que culmina em 1977 com a publicação em Diário da República dos seus primeiros estatutos.
Casou com Maria Luisa Alvito Monteiro Peste, de quem já tinha tido dois filhos, em Junho de 1976. A sua filha mais velha,  Maria João Guerreiro, é bi-mestre em História e encontra-se actualmente a fazer o doutoramento, o seu segundo filho é licenciado em Sociologia e é o cantor dos Pop Dell'Arte,  João Peste. 
Santos Guerreiro, além de um destacado e empenhado militante antifascista durante os tempos da ditadura em Portugal e no período pós-25 de Abril, pertenceu à direção do Sport Lisboa e Benfica em 1969 - foi Presidente da mesa da assembleia. Traduziu o livro História Concisa das Matemáticas do holandês Dirk Jan Struik, com a colaboração da sua filha, sem ter tido oportunidade de acrescentar uma nota sobre a história da matemática em Portugal, como desejava.
Faleceu em Lisboa, a 5 de Novembro de 1987, após prolongada doença.

## Obras

### Trabalhos de investigação
- Les changements de variable en théorie des distributions, Portugal. Math., 16, pp. 57–81, 1957.
- La multiplication des distributions comme application linéaire continue, Portugal. Math., 18, pp. 55–67, 1959.
- Teoria directa das distribuições numa variedade, tese de doutoramento, Portugal. Math., 22, pp. 1–92, 1963.
- Secções-distribuições em espaços fibrados, Revista da Faculdade de Ciências de Lisboa, 2nd séries, A-Mathematical Sciences, 11, pp. 223–246, 1965/66.
- Cohomologia das correntes numa variedade com bordo, Actas da Primeira Reunião Matemática Luso-Espanhola, pp. 99–100, Lisboa, 1972.
- Sobre as distribuições quase-periódicas, Actas da Primeira Reunião Matemática Luso-Espanhola, pp. 110–112, Lisboa, 1972.
- Sobre as distribuições quase-periódicas vectoriais. Uma aplicação à equação das ondas, Revista de la Universidad de Santander, Número 2, Parte I, pp. 237–241, 1979.

### Monografias, cursos e outros trabalhos
- Elementos de Análise Funcional, publicado por Associação de Estudantes da FCUL, 1959/60.
- Uma construção axiomática do Integral de Lebesgue, AEFCUL, 1964/65.
- Curso de Geometria Superior. II. Variedades diferenciáveis, Instituto para a Alta Cultura, Publicação do Centro de Estudos Matemáticos de Lisboa, FCUL, 1964/65.
- Matemáticas Gerais, FCUL, 1966/67.
- Curso de Matemáticas Gerais (A editora Livraria Escolar Editora republicou os primeiros três volumes num só tomo, em 1989, com o título Curso de Análise Matemática)
  - Volume I. Conjuntos. Noções de Álgebra. 1967 Livraria Escolar Editora, Lisboa.
  - Volume II. Números reais. Séries. Funções contínuas. 1967. Livraria Escolar Editora, Lisboa.
  - Volume III. Derivadas e integrais das funções de variável real. 1968. Livraria Escolar Editora, Lisboa.
  - Volume IV. Noções de Álgebra Linear. 1970. Livraria Escolar Editora, Lisboa.
- Anastácio da Cunha e as Matemáticas em Portugal, Catálogo 23, Biblioteca Nacional, Exibição José Anastácio Da Cunha (1744-1787), o Matemático e o Poeta, pp. 39–42, Lisboa, 1987
- Espaços Vectoriais Topológicos, CMAF, 1990

### Traduções
- STRUIK, Dirk J. História concisa das matemáticas, Lisboa: Gradiva, 1989, 360 p. ISBN 972 662 131 3